# 宮本均
宮本 均（みやもと ひとし）は、日本の環境工学者。工学博士（九州大学）。大阪工業大学工学部環境工学科元教授。NEDO新エネルギーベンチャー技術革新事業（燃料電池・蓄電池分野）元審査委員。元三菱重工業高砂研究所主幹研究員・新エネルギー事業推進部担当主幹。
専門は、環境エネルギー工学・SOFC燃料電池、 環境化学・電気化学、原子力廃棄物処理(WDS)。

## 略歴
1974年大阪大学大学院工学研究科環境工学専攻修士課程修了。三菱重工業で主に、固体酸化物形燃料電池(SOFC)の研究開発に従事し、2001年工学博士（九州大学）。三菱重工業高砂研究所主幹研究員、新エネルギー事業推進部担当主幹などを経て、2010年大阪工業大学工学部環境工学科教授。2020年大阪工業大学退官。
大阪工業大学環境工学科にて、特にSOFC燃料電池の研究推進に貢献した。
主な所属学会は、SOFC研究会、エネルギー・資源学会、化学工学会、日本原子力学会、日本吸着学会など。主な受賞は、日本ファインセラミックス協会技術振興賞受賞(2002)。

## 主な研究
- 小野仁意, 宮本均, 西浦雅則, 野田賢, 長谷部伸治「固体酸化物形燃料電池発電システムの動的モデル構築と最適操作法」『化学工学論文集』第31巻第6号、化学工学会、2005年、421-434頁、doi:10.1252/kakoronbunshu.31.421、ISSN 0386-216X。 (要購読契約)
- 武信弘一, 宮本均, 峯元雅樹「多段積層化したＳＯＦＣの熱，電位及び電気化学的解析」『化学工学論文集』第35巻第5号、化学工学会、2009年、465-471頁、doi:10.1252/kakoronbunshu.35.465、ISSN 0386216X。
- アニオン膜を利用した燃料電池の研究
- 太陽光発電を利用したジルコニア(ZrO2)管による純酸素製造と適用システム
- 非水系溶媒による低温廃熱からの濃度差発電[5]